# Wisso Weiß
Wisso Weiß (* 2. Januar 1904 in Baden-Baden; † 17. November 1991 in Erfurt) war ein deutscher Papierhistoriker und Wasserzeichenforscher.

## Leben
Weiß war Sohn des Rechtsanwalts, Papierhistorikers und Wasserzeichenforschers Karl Theodor Weiß und dessen Ehefrau Josefine geb. Kimmig. Er besuchte Schulen in Baden-Baden, Engen und Sasbach und legte das Abitur am Gymnasium in Donaueschingen ab. Nach dem Besuch der Universitäten in Tübingen, München, Freiburg und Heidelberg promovierte er 1928 mit einer Dissertation zur Sozialisierung im Wohnungsbau zum Dr. rer. pol. Nach verschiedenen Tätigkeiten im sozialen Wohnungswesen und Phasen der Arbeitslosigkeit war er von 1936 bis 1949, durch Kriegsdienst unterbrochen, für die Mitteldeutsche Heimstätte tätig und fand seinen Lebensmittelpunkt in Erfurt, wohin er 1939 seine Eltern holte. Aus erster Ehe mit Flora Geiling hatte er eine Tochter, aus der 1945 geschlossenen zweiten Ehe mit Herta Probst (1914–2001) zwei Söhne, als jüngeren den Historiker Ulman Weiß.
Das vom Vater begonnene Projekt Deutsches Papiermuseum wurde in den kommenden Jahrzehnten zur Hauptaufgabe. Karl Theodor Weiß nutzte die wenigen verbliebenen Lebensjahre, um den Sohn in die Idee, die Methoden und den Bestand seiner Sammlungen einzuarbeiten und ihm seine Forschungsvorhaben nahezubringen (u. a. „Handwörterbuch zur Papiergeschichte“, „Handbuch der Wasserzeichenkunde“, „Papier in Spruch und Sprache“, „Regesten zur Geschichte des Papiers“). Von 1945 bis 1957 sollte es dauern, bis das Deutsche Papiermuseum tatsächlich zu einer von ihm geleiteten und im Unteren Schloss in Greiz untergebrachten staatlichen Einrichtung wurde. Nach der 1964 erfolgten Integration des Deutschen Papiermuseums in das Deutsche Buch- und Schriftmuseum der Deutschen Bücherei Leipzig war er bis zu seiner Pensionierung im Jahr 1969 in Leipzig tätig.
Nach Aufgabe seines bisherigen wohnungswirtschaftlichen Brotberufs befasste er sich mit der vom 1951 gegründeten Johann-Sebastian-Bach-Institut in Göttingen  angeregten und staatlich finanzierte Erhebung der Wasserzeichen in den Notenhandschriften von Johann Sebastian Bach und erstellte eine Monografie über die Thüringer Papiermühlen und ihre Wasserzeichen. 1959 gehörte er zu den Mitbegründern der Internationalen Arbeitsgemeinschaft der Papierhistoriker (IPH). 1962 konnte schließlich unter dem Namen des Vaters das auf den neuesten Forschungsstand gebrachte „Handbuch der Wasserzeichenkunde“ veröffentlicht werden, das sich mit Gegenstand, Fragestellungen und Methoden der Filigranologie befasste und für Klarheit in der Terminologie sorgen sollte. Seine Zuarbeit zu internationalen Editionsvorhaben galt u. a. Heine-Autographen. In einer Vielzahl von Einzelveröffentlichungen befasste er sich mit papiergeschichtlichen und wasserzeichenkundlichen Fragestellungen, wobei das Gutenberg-Jahrbuch eine wichtige Rolle spielte. Dabei ging es um spezielle Papiersorten wie das Zierrand-Papier, das Doppelpapier, das Stempelpapier, das Löschpapier, das Titelpapier, das in der Masse blau oder grün gefärbte Papier für Druckzwecke und um Vorsatzpapier. Er befasste sich mit dem Papier für spezielle Ausgaben wie die Leipziger Folio-Bibel von 1701, für Lessing-Druckschriften oder die von Georg Joachim Göschen verlegte Wieland-Prachtausgabe. Im Bereich der Wasserzeichenforschung interessierten nicht nur formale Aspekte wie Eckzier-Wasserzeichen oder dreiteilige Wasserzeichen, sondern auch ikonografische Themenbereiche. Das Wasserzeichen „Kundschafter“ gehörte zu jener Gruppe von Wasserzeichenmotiven, die Weiß unter der Bezeichnung „fromme Wasserzeichen“ zusammenfasste. Dieser Bildwelt aus dem biblischen Kontext galt in den letzten Lebensjahren seine besondere Aufmerksamkeit. Christliche Motive in der Wasserzeichenkunst aus dem Alten und dem Neuen Testament sowie der Welt der christlichen Kirche und der Kirchenbauwerke sollten unter dem Titel „Vom Sündenfall zum Osterlamm“ veröffentlicht werden, doch das Projekt zerschlug sich in der Wendezeit und ihren Auswirkungen auf das Verlagswesen.
Die vom Vater begonnenen „Regesten zur Geschichte des Papiers“ mündeten in die 1983 publizierte „Zeittafel zur Papiergeschichte“, die Angaben bis zum Jahr 1972 enthält. Anlässlich der 600. Wiederkehr der Anfänge der Papiermacherei auf deutschen Boden (Ulman Stromer in Nürnberg) im Jahr 1990 veröffentlichte er eine Übersicht, die in mehrerlei Hinsicht eine Abschlussbilanz papiergeschichtlicher Forschungen darstellte.

## Ehrungen
- 1986 Verleihung des Ehrenrings Papiergeschichte durch den Verein der Zellstoff- und Papier-Chemiker und -Ingenieure (Verein Zellcheming)[29]

## Nachlass
- Deutsches Buch- und Schriftmuseum der Deutschen Nationalbibliothek in Leipzig[30]

## Werke
- Thüringer Papiermühlen und ihre Wasserzeichen. Thüringer Volksverlag, Weimar 1953.
- Zur Entwicklungsgeschichte des Dresdner Papierwerkes. In: Heimatkundliche Blätter, Bd. 3, Radebeul 1957, Heft 2, S. 156–167
- Bemerkungen über Begriff, Forschungsmethode und Aufgaben der Wasserzeichenkunde. In: Papiergeschichte, Jg. 11, 1961, Heft 1, S. 5–8.
- Karl Theodor Weiß: Handbuch der Wasserzeichenkunde. Bearbeitet und hrsg. von Wisso Weiß. Fachbuchverlag, Leipzig 1962.
- Das Deutsche Papiermuseum. Entstehung, Aufgaben und Entwicklung. In: Neue Museumskunde, Jahrgang 7, 1964, Heft 1, S. 58–64.
- Zeittafel zur Papiergeschichte. Fachbuchverlag, Leipzig 1983.
- Katalog der Wasserzeichen in Bachs Originalhandschriften. Unter musikwissenschaftlicher Mitarbeit von Yoshitake Kobayashi. (Neue Ausgabe sämtlicher Werke / Johann Sebastian Bach : Ser. 9; 1) Deutscher Verlag für Musik, Leipzig 1985.
- Historische Wasserzeichen. Bibliographisches Institut, Leipzig 1986.
- Zur Entwicklungsgeschichte der Wasserzeichen im europäischen Handbüttenpapier. In: Gutenberg-Jahrbuch, Bd. 62, 1987, S. 109–124.